# Stazione di Ōzone
La stazione di Ōzone (大曽根駅?, Ōzone-eki) è una stazione ferroviaria di interscambio di Nagoya situata nel quartiere di Higashi-ku. La stazione funge da interscambio fra le linee Chūō della JR Central, la Meijō della metropolitana di Nagoya, la Seto delle Ferrovie Meitetsu e la linea di autobus guidato Yutorito.

## Linee

### Treni
JR Central
■ Linea principale Chūō
Ferrovie Meitetsu
● Linea Meitetsu Seto

### Autobus guidato
Busvia di Nagoya
● Linea Yutorito

### Metropolitane
Metropolitana di Nagoya
 Linea Meijō

## Struttura

### Stazione JR
La stazione è costituita da due marciapiedi laterali con due binari su viadotto.
| 1 | ■ Linea principale Chūō | per Tajimi e Nakatsugawa |
| 2 | ■ Linea principale Chūō | per Tsurumai e Nagoya    |

### Stazione Meitetsu
La stazione è costituita da due marciapiedi laterali con due binari su viadotto.
| 1 | ● Linea Meitetsu Seto | per Owari Seto |
| 2 | ● Linea Meitetsu Seto | per Sakaemachi |

### Stazione Yutorito
La stazione è costituita da due marciapiedi laterali con due binari tronchi su viadotto. Non si tratta di una stazione ferroviaria, in quanto il sistema Yutorito è di fatto un autobus, anche se in sede totalmente riservata e quindi in grado di garantire un servizio più rapido rispetto ai bus tradizionali.
| Salita  | ● Linea Yutorito | per Obataryokuchi |
| Discesa | ● Linea Yutorito | solo discesa      |

### Stazione della metropolitana
La stazione, sotterranea, è costituita da due marciapiedi laterali con due binari centrali.
| 1 | Linea Meijō | per Sakae, Kanayama e Nagoyakō |
| 2 | Linea Meijō | per Motoyama e Yagoto          |

## Stazioni adiacenti
| ≪                     | Servizio              | ≫                     |
| Linea principale Chūō | Linea principale Chūō | Linea principale Chūō |
| --------------------- | --------------------- | --------------------- |
| Shin-Moriyama         | Locale                | Chikusa               |
| Linea Meitetsu Seto   |                       |                       |
| Morishita             | Locale                | Yata                  |
| Linea Meijō           |                       |                       |
| Heian-dōri            | -                     | Nagoya Dome-mae Yada  |
| Linea Yutorito        |                       |                       |
| Capolinea             | Locale                | Nagoya Dome-mae Yada  |